# 德沁札布
德沁札布（?—?），喀尔喀蒙古赛音诺颜部人，博尔济吉特氏。清朝蒙古王公，第四代赛音诺颜部旗亲王。达延汗巴图蒙克、格哷森札札赉尔、图蒙肯后裔，丹津喇嘛玄孙，塔斯希布曾孙，善巴之孙，第二代赛音诺颜部旗亲王達什敦多布次子。
雍正十年（1732年），他的哥哥喇嘛札布因罪削爵。雍正十一年（1733年），德沁札布袭封赛因诺颜扎萨克亲王。乾隆二十六年（1761年）十二月初三，成衮札布奏德沁扎布病故。乾隆帝加恩赏银五百两治丧。派侍卫乌勒登驰驿往奠茶酒。乾隆二十七年（1762年）六月初五，乾隆帝以德沁札布子公爵諾爾布札布袭爵喀尔喀赛因诺颜扎萨克亲王。諾爾布札布的公爵以其子車登扎布承袭。德沁札布的儿子有諾爾布札布、齐旺多尔济（为赛音诺颜部左翼中旗札萨克）、三丕勒多尔济（封一等台吉，赐公品级）。